# Vilgert
De Vilgert is een woonkern even ten oosten van de dorpskern Velden, dat sinds 2010 hoort bij de gemeente Venlo, in de Nederlandse provincie Limburg. 
De kern wordt gekenmerkt door landelijk gelegen woonhuizen in zogenaamde lintbebouwing. Daarnaast omvat de kern slechts enkele verharde wegen met daaraan enkele onverharde wegen, die voorheen leidden naar de verderop, in de richting van Schandelo gelegen boerderijen, welke intussen vrijwel allemaal zijn verdwenen. Voor de rest wordt de kern omgeven door stroken bos. Sinds een aantal jaren is er veel moderne nieuwbouw (ca. 30 huizen) en zijn er nieuwe wegen aangelegd, die de totale oppervlakte van de Vilgert vergroten. Ten oosten van Vilgert ligt de Schandelosche Broek met de beek de Latbeek.
In Vilgert staat de Mariakapel.
Ten oosten van Vilgert bevond zich in de Schandelosche Broek de Schandelose Schans, een boerenschans waar inwoners zich bij gevaar terug konden trekken.